# 단어 우월 효과
단어 우월 효과(單語優越效果, 영어: word superiority effect)는 어떤 단어를 구성하는 동일한 문자들이 단어 속에 비정상적인 순서로 배열되어 나타나도 가독성에서 이를 무리없이 정확하게 인지할 수 있는 현상을 말한다. 즉, 문자 정보의 인지 과정에서 단어를 구성하고 있는 문자에 대한 정확한 지각보다 단어 전체의 지각을 통해 인지하게 된다는 것이다.
단어 우월 효과는 단어윤곽인지론(Word Shape Effect 또는 word shape 인지론)의 탄생에 결정적 역할을 했다.
라틴 문자의  단어윤곽인지론이란 단어를 인지과정에서 단어를 구성하는 개별 낱글자의 지각을 통하지 않고, 개별 낱글자들로 구성된 단어의 외곽 형태를 결정지어 보여주는 문장이나 문맥의 인지를 통해 이루어진다는 것이다. 즉, 단어의 인지과정은 단어를 구성하는 각각의 낱글자를 지각하는 과정이 아니라는 것을 보여줌으로서, 단어의 총체적인 이미지 인지를 통해 단어를 인지한다는 이론이 나타난 것이다.
아래 문장을 읽어보자.
Aoccdrnig to a rscheearch at Cmabrigde Uinervtisy, it deosn't mttaer in waht oredr the ltteers in a wrod are, the olny iprmoetnt tihng is taht the frist and lsat ltteer be at the rghit pclae. The rset can be a toatl mses and you can sitll raed it wouthit porbelm. Tihs is bcuseae the huamn mnid deos not raed ervey lteter by istlef, but the wrod as a wlohe.
캠릿브지 대학의 연결구과에 따르면, 한 단어 안에서 글자가 어떤 순서로 배되열어 있는가
하것는은 중하요지 않고, 첫째번와 마지막 글자가 올바른 위치에 있것는이 중하요다고 한다.
나머지 글들자은 완전히 엉진창망의 순서로 되어 있지을라도 당신은 아무 문없제이 이것을 읽을 수 있다.
왜하냐면 인간의 두뇌는 모든 글자를 하나하나 읽것는이 아니라 단어 하나를 전체로 인하식기 때문이다.

위와 같이 사람의 인식과정 중 실제로 지각기관으로부터 얻은 지각과는 별도로 주위 환경의 맥락에 영향을 받는 맥락 효과라는 것이 있는데, 단어 우월 효과 역시 맥락 효과(context effect)의 일종이라고 할 수 있다.
예를 들어, WORK라는 단어와 ORWK라는 비단어의 마지막 문자는 둘 다 K이지만, K는 전자에서 더 정확하게 인지된다. 또한 ‘K’라는 문자가 단독으로 제시될 때보다도 ‘WORK’같은 단어의 구성문자로서 제시될 때 더 정확하게 인지되는 것이다.
라이처(Reicher, G. M.)는 그의 단어 연구에서 정상적인 단어와 비단어(오자), 단독문자(탈자)로 단어우월효과와 관련을 보여주었다.
| 구분              | 적용 예 | 비고              |
| ----------------- | ------- | ----------------- |
| 정상단어 (word)   | WORD    |                   |
| 비단어 (non-word) | OWRD    | 애너그램(anagram) |
| 단독문자 (letter) | ___D    |                   |

위 실험에서 비단어속의 철자나 단독으로 사용된 문자보다 단어속의 문자가 더 쉽게 인지된다는 것을 확인했다.
라틴문자로 작성된 문장의 경우 대소문자로 작성된 문장이 대문자만으로 작성된 문장에 비해 가독성이 높은데 이 원인에 대하여는 2가지 견해가 공존한다.
익숙성과 소문자자체가 가지고 있는 우월성에 관한 것으로 라틴문자를 사용하는 사람들에게 대문자로 작성된 문장은 소문자로 작성된 문장에 비해 상대적으로 낯선 문장이며 이것이 곧 가독성에 반영된다.
우월성은 단어윤곽인지론과 연결된 것으로 소문자는 각 글자간의 외형적 차이가 크기 때문에 소문자로 작성된 단어들은 각각의 단어마다 특징적인 단어윤곽인지(word shape)를 형성해 변별력이 생긴다.
한글은 영어와 같은 표음문자이면서도 모아쓰기나 글자유형에 따라 같은 낱자라도 형태가 변화하는 점, 네모틀 외곽꼴을 유지하는 점과 같은 독특한 특징이 있어 국내 연구를 통해 한글의 단어우월효과를 확인할 수 있다. 또한 최근 한글 글꼴이 다양해지면서 모아쓰기를 하면서도 네모틀의 외곽꼴을 탈피하는 글꼴들이 등장하고 있어 네모틀 글꼴과 탈네모틀 글꼴의 경우 단어우월 효과를 비교할 필요가 있다.

## 같이 보기
- 탈자 효과